# Babín
Pour les articles homonymes, voir Babin.
Babín (hongrois : Babin) est un village de Slovaquie situé dans la région de Žilina.

## Histoire
La première mention écrite du village date de 1564.

## Démographie

### Évolution de la population
| Année:               | 1994. | 2004.   | 2014.   | 2024.   |
| -------------------- | ----- | ------- | ------- | ------- |
| Nombre de personnes: | 1324  | 1413    | 1417    | 1453    |
| Différence:          |       | +6,72 % | +0,28 % | +2,54 % |

| Année:               | 2023. | 2024.   |
| -------------------- | ----- | ------- |
| Nombre de personnes: | 1444  | 1453    |
| Différence:          |       | +0,62 % |